# Leichtathletik-Weltmeisterschaften 2001/Medaillenspiegel
Diese Tabelle zeigt den Medaillenspiegel der Leichtathletik-Weltmeisterschaften 2001 in Edmonton. Die Platzierungen sind nach der Anzahl der gewonnenen Goldmedaillen sortiert, gefolgt von der Anzahl der Silber- und Bronzemedaillen (lexikographische Ordnung). Weisen zwei oder mehr Länder eine identische Medaillenbilanz auf, werden sie alphabetisch geordnet auf dem gleichen Rang geführt.
| Medaillenspiegel Stand nach allen 46 Entscheidungen | Medaillenspiegel Stand nach allen 46 Entscheidungen | Medaillenspiegel Stand nach allen 46 Entscheidungen | Medaillenspiegel Stand nach allen 46 Entscheidungen | Medaillenspiegel Stand nach allen 46 Entscheidungen | Medaillenspiegel Stand nach allen 46 Entscheidungen |
| Platz                                               | Land                                                | Gold                                                | Silber                                              | Bronze                                              | Gesamt                                              |
| --------------------------------------------------- | --------------------------------------------------- | --------------------------------------------------- | --------------------------------------------------- | --------------------------------------------------- | --------------------------------------------------- |
| 1                                                   | Russland                                            | 5                                                   | 7                                                   | 6                                                   | 18                                                  |
| 2                                                   | Vereinigte Staaten                                  | 5                                                   | 5                                                   | 3                                                   | 13                                                  |
| 3                                                   | Kenia                                               | 3                                                   | 3                                                   | 2                                                   | 8                                                   |
| 4                                                   | Deutschland                                         | 3                                                   | 3                                                   | 1                                                   | 7                                                   |
| 5                                                   | Kuba                                                | 3                                                   | 1                                                   | 2                                                   | 6                                                   |
| 6                                                   | Bahamas                                             | 3                                                   | –                                                   | 1                                                   | 4                                                   |
| 7                                                   | Äthiopien                                           | 2                                                   | 3                                                   | 3                                                   | 8                                                   |
| 8                                                   | Rumänien                                            | 2                                                   | 2                                                   | –                                                   | 4                                                   |
| 8                                                   | Belarus                                             | 2                                                   | 2                                                   | –                                                   | 4                                                   |
| 10                                                  | Marokko                                             | 2                                                   | 1                                                   | –                                                   | 3                                                   |
| 11                                                  | Polen                                               | 2                                                   | –                                                   | 3                                                   | 5                                                   |
| 12                                                  | Tschechien                                          | 2                                                   | –                                                   | –                                                   | 2                                                   |
| 12                                                  | Südafrika                                           | 2                                                   | –                                                   | –                                                   | 2                                                   |
| 14                                                  | Jamaika                                             | 1                                                   | 3                                                   | 2                                                   | 6                                                   |
| 15                                                  | Griechenland                                        | 1                                                   | 2                                                   | 2                                                   | 5                                                   |
| 16                                                  | Italien                                             | 1                                                   | 1                                                   | 2                                                   | 4                                                   |
| 17                                                  | Ukraine                                             | 1                                                   | 1                                                   | 1                                                   | 3                                                   |
| 18                                                  | Australien                                          | 1                                                   | –                                                   | 2                                                   | 3                                                   |
| 19                                                  | Großbritannien                                      | 1                                                   | –                                                   | 1                                                   | 2                                                   |
| 20                                                  | Dominikanische Republik                             | 1                                                   | –                                                   | –                                                   | 1                                                   |
| 20                                                  | Mosambik                                            | 1                                                   | –                                                   | –                                                   | 1                                                   |
| 20                                                  | Senegal                                             | 1                                                   | –                                                   | –                                                   | 1                                                   |
| 20                                                  | Schweiz                                             | 1                                                   | –                                                   | –                                                   | 1                                                   |
| 24                                                  | Japan                                               | –                                                   | 2                                                   | 1                                                   | 3                                                   |
| 24                                                  | Spanien                                             | –                                                   | 2                                                   | 1                                                   | 3                                                   |
| 26                                                  | Finnland                                            | –                                                   | 1                                                   | 1                                                   | 2                                                   |
| 26                                                  | Frankreich                                          | –                                                   | 1                                                   | 1                                                   | 2                                                   |
| 26                                                  | Schweden                                            | –                                                   | 1                                                   | 1                                                   | 2                                                   |
| 26                                                  | Trinidad und Tobago                                 | –                                                   | 1                                                   | 1                                                   | 2                                                   |
| 30                                                  | Österreich                                          | –                                                   | 1                                                   | –                                                   | 1                                                   |
| 30                                                  | Kamerun                                             | –                                                   | 1                                                   | –                                                   | 1                                                   |
| 30                                                  | Estland                                             | –                                                   | 1                                                   | –                                                   | 1                                                   |
| 30                                                  | Israel                                              | –                                                   | 1                                                   | –                                                   | 1                                                   |
| 30                                                  | Litauen                                             | –                                                   | 1                                                   | –                                                   | 1                                                   |
| 35                                                  | Mexiko                                              | –                                                   | –                                                   | 2                                                   | 2                                                   |
| 36                                                  | Bulgarien                                           | –                                                   | –                                                   | 1                                                   | 1                                                   |
| 36                                                  | Haiti                                               | –                                                   | –                                                   | 1                                                   | 1                                                   |
| 36                                                  | Cayman Islands                                      | –                                                   | –                                                   | 1                                                   | 1                                                   |
| 36                                                  | Kasachstan                                          | –                                                   | –                                                   | 1                                                   | 1                                                   |
| 36                                                  | Portugal                                            | –                                                   | –                                                   | 1                                                   | 1                                                   |
| 36                                                  | St. Kitts und Nevis                                 | –                                                   | –                                                   | 1                                                   | 1                                                   |
| 36                                                  | Suriname                                            | –                                                   | –                                                   | 1                                                   | 1                                                   |